# Arnold Otto Kaech-Scholl

Arnold Otto Kaech-Scholl (1960)

Arnold Otto Kaech-Scholl (* 7. März 1881 in Entlebuch LU; † 7. Dezember 1965) war ein Schweizer Wasserbauingenieur.

## Leben
Kaech-Scholl entstammt der Familie eines Landarztes im Entlebuch in der Schweiz. Nach dem Besuch der Realschule in Basel und einer Lehrzeit studierte er am Eidgenössischen Polytechnikum in Zürich (ETH) mit Diplom-Abschluss 1904. Anschließend war er beim Wasserwerk der Stadt Basel beschäftigt. Von 1907 bis 1912 hatte er die Bauleitung des Kraftwerkes Wyhlen inne. Sein weiterer Lebensweg führte ihn nach Deutschland und für deutsche Unternehmen nach Russland, Polen und Rumänien. 
Vor seiner Rückkehr in die Schweiz war er an der Planung des Kraftwerk Marbach am Neckar beteiligt. Daheim absolvierte er neben der beruflichen Tätigkeit seine Militärdienste. 
1920 wurde ihm von den Bernischen Kraftwerken die Leitung des Baues der Kraftwerke Oberhasli übertragen. Aufgrund eingehender Studien änderte er das Vorprojekt von Gabriel Narutowicz in vieler Hinsicht. Der Bau der ersten Stufe erfolgte von 1925 bis 1932. Die Zentrale Innertkirchen der zweiten Stufe verlegte er in eine Kaverne, was damals besondere Beachtung fand. 
Die ETH Zürich verlieh ihm die Würde eines Ehrendoktors und die Gemeinde Innertkirchen zeichnete ihn mit dem Ehrenbürgerrecht aus. 

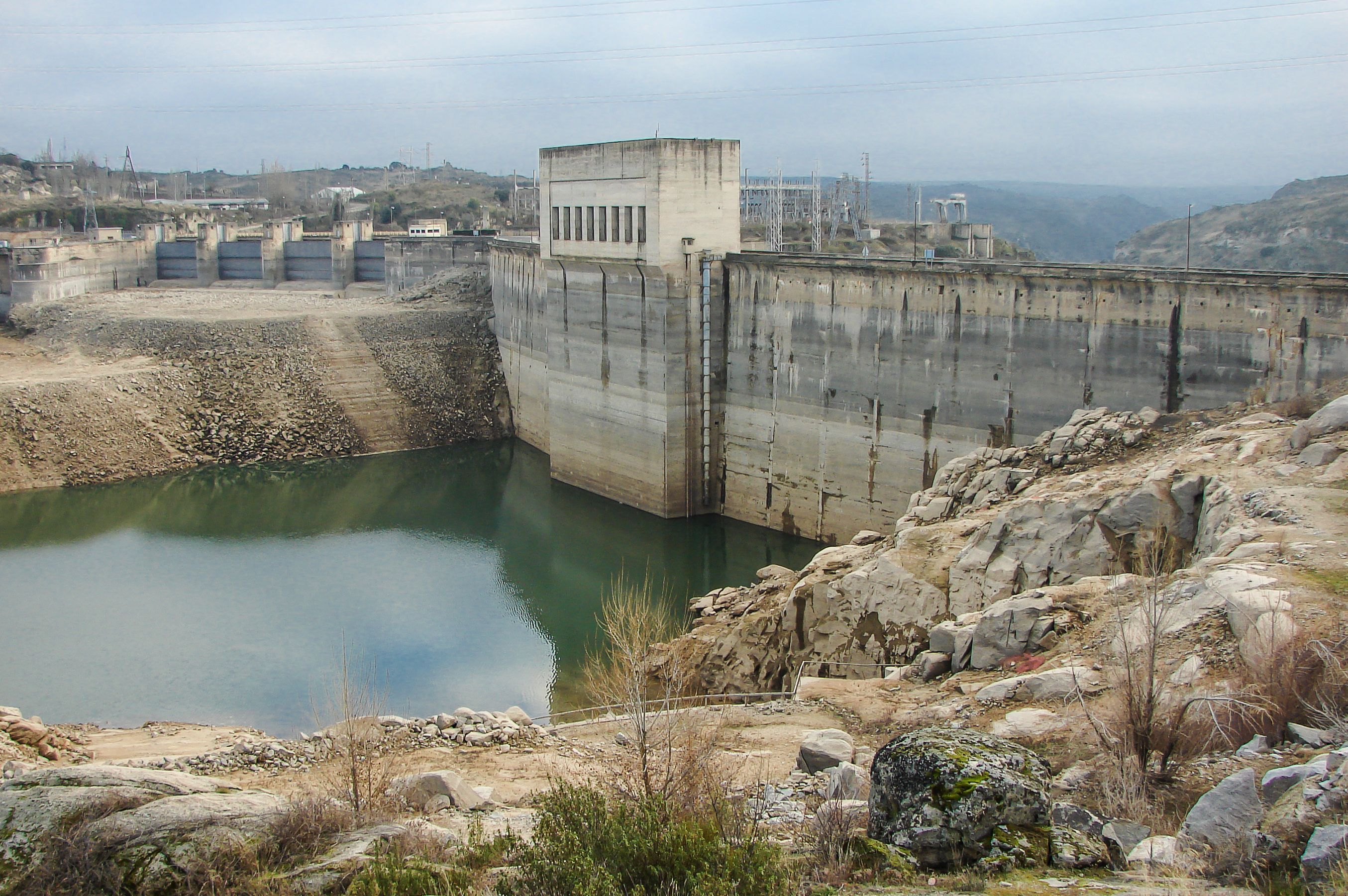
Staumauer des Kraftwerkes Ricobaio im Tal des Duero.

In den folgenden Jahren wirkte er an vielen anderen Kraftwerken im In- und Ausland mit, z. B. 1936 beim Bau der Staumauer des Kraftwerkes Ricobaio und ab 1952 beim Bau der Kraftanlage am Grenzfluss Duero. Das spanische Ministerium für öffentliche Arbeiten ehrte ihn hierfür 1964 mit einer Medaille. Kaechs Ruf als ausgezeichneter Fachmann im Bau von Wasserkraftanlagen wurde mit dem Bau der Kraftwerke Oberhasli gegründet und in der Folgezeit international gefestigt. Den Belangen des Naturschutzes maß er bei allen seinen Bauten eine besondere Bedeutung zu.
Sein Sohn Arnold Käch war Offizier, Skisportler und -funktionär und Autor.